# Farářův konec
Farářův konec je český černobílý film z roku 1968 natočený režisérem Evaldem Schormem na námět Josefa Škvoreckého ve Filmovém studiu Barrandov. Obnovená premiéra filmu byla 1. října 1990.
Natáčel se v obci Počepice v okrese Příbram ve Středočeském kraji.

## Děj
Kostelník z města (Vlastimil Brodský) se stane falešným farářem ve vesnici. Pomáhá všem vesničanům, ale nelíbí se místnímu ateistickému učiteli (Jan Libíček). Nakonec je odhalen, prosí však biskupa o přijetí do semináře, aby se knězem skutečně mohl stát. Den poté tragicky umírá na útěku před tajnou policií, které ho udá učitel.

## Obsazení
| Vlastimil Brodský   | kostelník      |
| Jan Libíček         | kantor         |
| Jana Brejchová      | Majka          |
| Zdena Škvorecká     | Anna           |
| Josefa Pechlátová   | babička        |
| Helena Růžičková    | hospodyně      |
| Eva Řepíková        | dívka          |
| Marie Landová       | dívka          |
| Jaroslav Satoranský | Toník          |
| Vladimír Valenta    | hospodář       |
| Martin Růžek        | bílý biskup    |
| Vladimír Jedenáctík | vandrák        |
| Guye Cheick         | černý biskup   |
| Václav Kotva        | Jan            |
| Jiří Lír            | hejtman        |
| Pavel Bošek         | principál      |
| Jan Cmíral          | kovář          |
| Jan Schmid          | dráb           |
| Antonín Pražák      | hasič          |
| Jiří Sýkora         | montér         |
| Ivan Kraus          | montér         |
| Antonín Lebeda      | děda s fajfkou |
| Jiří Roll           | farář          |
| Jana Synková        | dívka          |
| Libuše Freslová     | matka          |
| Ludmila Lebedová    | babička        |
| Andrea Čunderlíková | mladá maminka  |
| Marie Rybníčková    | pozorovatelka  |
| Pavel Landovský     | pozorovatel    |
| Jiří Hartman        | pozorovatel    |
| Vladimír Hrabánek   | fízl           |
| Petr Čunderlík      | Franta         |
| Karel Hovorka       | cirkusák       |
| Josef Škvorecký     | muž            |

## Námět a scénář
Autorem námětu je Josef Škvorecký. Spolu s Evaldem Schormem pak napsali scénář, který je datován „Praha 1965–1968“. Tento text vyšel v knihách Farářův konec: Podklad pro celovečerní tragikomedii, Kruh, Hradec Králové, 1969 a v souboru Zločin v šantánu a jiné filmové povídky a scénáře (spisy Josefa Škvoreckého, svazek 28, Literární akademie, Praha 2007). Kromě toho ještě existují dva texty uložené v Národním filmovém archivu: literární scénář z ledna 1967 a technický scénář z roku 1968, který společně napsali režisér Evald Schorm s kameramanem Jaromírem Šofrem.